# Faust (album)
| Recensione     | Giudizio |
| -------------- | -------- |
| AllMusic       |          |
| Ondarock       | 9/10     |
| Piero Scaruffi | 9.5/10   |
| Pitchfork      | 9.0/10   |

Faust è il primo album dei Faust, pubblicato nel 1971.

## Il disco
Faust è composto da tre lunghe tracce sperimentali composte utilizzando suoni "trovati" seguendo l'estetica della musica concreta e del collage dadaista. L'album cita Frank Zappa, il jazz rock e il blues rock dei Grateful Dead. L'album, che fu pubblicato in una copertina trasparente raffigurante la radiografia di un pugno chiuso, includeva il disco in vinile e delle note di copertina anch'esse trasparenti.

## Accoglienza
Nonostante lo scarso successo ottenuto in Germania, Faust fu accolto positivamente nei circoli di musica underground e sperimentale britannici dell'epoca e ricevette il plauso della critica. Piero Scaruffi lo inserì al terzo posto nella sua classifica dei migliori album rock di tutti i tempi e asserì che, oltre a contenere il brano che considera il capolavoro della formazione, ovvero Miss Fortune, esso è "semplicemente grande Poesia".

## Tracce
1. Why Don't You Eat Carrots – 9:34
2. Meadow Meal – 8:04
3. Miss Fortune – 16:36